# Keskküla (Märjamaa)
Keskküla – wieś w Estonii, w prowincji Rapla, w gminie Märjamaa.